# Rostany
ROSTANY (бел. ро́стані — перекресток) — белорусская bass-music группа, заявившая о себе в 2012, как первая играющая электро-хаус полностью вживую, не используя диджейский микс, подложенный звук или секвенсорные лупы. Концепция группы состоит в исполнении сверхтехнологичной, создающейся на цифровых синтезаторах музыки такой, как драм-н-бейс, комплекстро, нэридж, Hybrid Trap, бростеп, в реальном времени при помощи традиционного музицирования, то есть извлекая каждый звук и модулируя его вживую. Концертируя в Белоруссии, Польше и Китае, группа была отмечена телевизионными наградами и приглашалась для музыкального сопровождения ответственных церемоний таких, как «Телевершина-2015» и саундтрекинга телепередач национального белорусского отбора на детский конкурс песни «Евровидение», а также для создания саундтрека программы «Фактор силы».

## История
Создание нового проекта началось с появления идеи совмещения клубного звучания и живых выступлений. В своём предыдущем проекте «DALI» лидер группы Виктор Руденко использовал в живых концертах значительное количество инструментов, синтезируемых при помощи компьютерных приложений. В последних треках DALI таких, как «Лолита» и «Касмічны камбайн», живой бас стал электронным и исполнялся клавишником (окончательно заменившим басиста) во всех песнях во время концертов.
Для нового звучания нужен был креативный и техничный клавишник, который мог бы одновременно играть клавишные и басовые партии. Так в группе появляется Антон Рубацкий. Виктор и Антон решают полностью перейти на компьютерное live-звучание в рамках концертов. Виктор принимает решение о роспуске DALI и создании группы ROSTANY:

В своё время наш переход от рока к электро был обусловлен тем, что рок-н-ролл сидит в жёстких снобистских рамках и формальностях, которые вызывают у передовых музыкантов комплексы по поводу своих экспериментов и опасения, чтобы «не дай бог не назвали попсой», — в электронике практически никаких рамок нет: я могу играть trash-metal рифы, а в это время Антон — подмешивать клубные upriser’ы в стиле trance, acid или electrohouse. 
Презентация группы началась сразу в качестве хедлайнеров фестиваля Relax Weekend 2012.

## Первые синглы
Дебютный трек группы — «Alright» — вышел в конце 2012 года и стал песней месяца на сайте ultra-music.com, а позже занял второе место в голосовании «Песня года».
В результате участия ROSTANY в проекте Белтелерадиокомпании по возроджению аутентичной белорусской культуры «Наперад у мінулае» группой была написана композиция «Daisy Chain». ROSTANY записали и засемплировали белорусскую народную песню «Камарыкі» в исполнении женского хора жителей деревни Бараново. Группа записала авторский трек в стиле dubstep с рэп-читкой, используя обработанное аутентичное пение хора в туттийных рефренах композиции. Песня получила огласку и использовалась в качестве музыкального телевизионного оформления финала белорусского отбора на Детский конкурс песни Евровидение 2014. Позже с этой же композицией ROSTANY были приглашены на телешоу «Must Be the Music» в Польшу, в результате чего зародился белорусско-польский проект по созданию электронных ремейков аутентичных народных композиций.
«Пятница — пора любви» (2012) своим неоднозначным текстом вызвала волну критики музыкальных редакторов радиостанций, снискав при этом огромную популярность среди интернет-слушателей. В активную радио-ротацию «Пятница» поступила в версии «с цензурой». Летом 2013 года песня была номинирована в проекте ОНТ «Песня года» в рамках серии концертов «Музыкальные вечера в Мирском замке», а группа ROSTANY была удостоена премии «Прорыв года».

Композиция «PAIN» стала настоящим экспериментом, соединив в себе electrohouse и классические принципы музыки. Русскоязычный вариант композиции стал саундтреком одноимённой передачи «Фактор силы» на телеканале «Беларусь-5». Как отмечают сами музыканты: 

 PAIN — это трек, где мы хотели показать, что electro house это не только «наркотик» для танцпола, а направление, действительно имеющее потенциал музыки будущего. 
«Smells Like Teen Spirit» — это кавер, который положил начало создания EP «ROSTANY in Nirvana» с electro-house ремейками на эпохальные рок-композиции. Песня прозвучала в передаче ОНТ «Легенды. Live», посвящённой Nirvana. Композиция номинирована на Национальную музыкальную премию «Лира» (Belarus TOP 50).

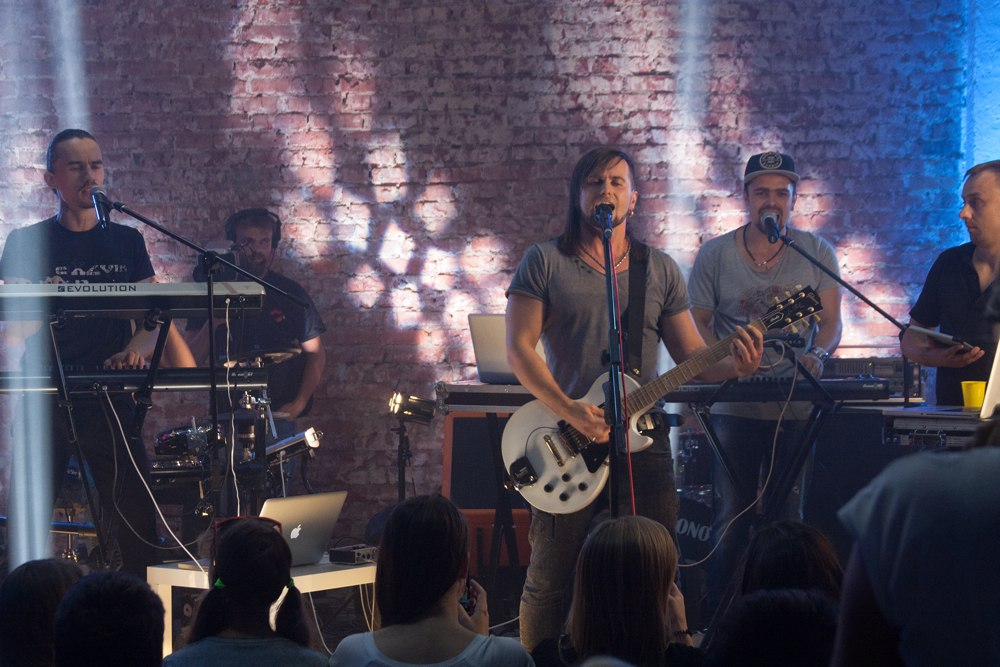
Съемки программы «Легенды. LIVE»: Nirvana

В рамках Чемпионата мира по хоккею 2014, проводимого в Белоруссии, группа дала 8 праздничных концертов на открытых площадках Минска.

## Альбом «Copy Paste Me» и 2 тура по Китаю
После выхода первого оригинального материала группа подписала контракт на турне по Китаю, которое началось весной 2015. ROSTANY играли свою программу в больших китайских клубах таких, как True Color, M2, Muse и т. д. Однако, в результате ряда юридических ошибок, сделанных агентством в Гонконге, группа была вынуждена оставаться в Китае ещё долгое время, что привело к конфликтам внутри коллектива. По возвращении из тура фронтмен Виктор Руденко продолжает сотрудничество только с барабанщиком Сергеем Кучинским, а клавишник Антон Рубацкий покидает группу. На его место приходит сначала композитор Михаил Оргиш, а затем его сменяет также классический пианист Альберт Краснов.

В 2016 году выходит первый LP-альбом Rostany с сатирическим названием «Copy Paste Me», которое является цитатой одной из песен альбома «Electric Toys» и отсылкой к мыслям о современности, высказанным в книге Чака Паланика «Невидимки»: 
Кажется, что дом, в котором мы находимся, ненастоящий. Что эта горящая постройка — декоративный особняк эпохи Тюдоров, воссозданный по маленькой музейной копии, копии, копии. И что от подлинности нас отделяет сотня поколений.
Альбом вышел на лейбле VG в Чикаго, США. Кроме вышедших ранее синглов, туда были включены специально подготовленные для релиза треки. Во-первых, «World of Tanks», который был написан по заказу компании Wargaming специально для фан-клуба игры «World of Tanks» и исполнялся потом вживую неоднократно на вечеринках и фестивалях под открытым небом таких, как «День танкиста». Туда также вошла экспериментальная версия песни «Friday 13» (Live 2016). Она была записана одновременно всеми музыкантами, в один дубль, причем звук всех синтезаторов и электронных барабанов был записан не в DAW, как это всегда делается, а снят непосредственно из акустического помещения «Gene Studio» бинауральными парами микрофонов, со всеми естественными отражениями от стен, шумом и натуральным несовершенством. Виктор Руденко в интервью объяснял этот эксперимент следующим: 
Электронщину часто упрекают в «пластмассовости» и мы, как люди, пришедшие в электронику из рок-музыки, зачастую морщимся, слыша фразу: «Я не люблю электронную музыку — я люблю живую». В ответ всегда хочется сказать: «Так мы и играем живую, только она электронная, а не электроакустическая». Понятно, что никто не бегает и не объясняет это — ответ можно дать только музыкальный. Так и появилась идея записать «Friday 13 Live», чтобы было все true, как во времена Эллы Фитцджеральд или Рея Чарльза, когда все музыканты одновременно забивались в студию и можно было записать только цельный дубль, в котором ничего нельзя было исправить, перезаписать, «оттюнить» — но зато была красота цельности, взаимопроникновение звуков и очарование несовершенства. 
После выхода альбома группа снова была приглашена в тур, в этот раз относительно большой развлекательной компанией «V.Make». Имея предыдущий опыт турне по Китаю, менеджер группы тщательно изучила риски, но после детального изучения было принято решение о подписании контракта о туре по 40 городам Китая. Rostany дали более 60 удачных концертов и увидели все культурное многообразие этой большой страны. В рамках тура, под впечатлением от китайского уклада жизни, философии и современных достижений, были сделаны важные демозаписи. Китай вдохновил Руденко и Кучинского на написание композиции «China», а в одном из китайских отелей Руденко записал главный хук композиции «FMH» («F#ck Me Harder»), который впоследствии для сохранения аутентичного духа вошел в официальную версию трека в первозданном виде, как он был записан на телефон.

## Amsterdam Dance Event и Клип «FMH»
По возвращении в Белоруссию из своего китайского турне 2017 Rostany были удостоены гранта Института Гёте на поездку на одну из наиболее значительных международных музыкальных конференций ADE (Amsterdam Dance Event). Кроме важных знакомств в сфере музыкальной индустрии, Rostany случайно узнали о существовании одного представителя голландской богемы, в прошлом известного подиумного стилиста-парикмахера Тако Стуивера. Впоследствии его сумбурная, незаурядная жизненная история легла в основу клипа, снятого Михаилом Пархоменко на песню FMH («Fuck Me Harder»). Тако, уединившись в родном Амстердаме после губительной для его жизни работы во Франции, не стремился подпускать к себе незнакомцев. Несмотря на старательные попытки Виктора Руденко связаться с ним, он не просматривал сообщения и отвечал на звонки. В момент отчаяния Руденко напоследок, безо всяких пояснений, просто выслал Тако Стуиверу трек Rostany «FMH». Буквально через час Тако неожиданно ответил: «Love the track… Call Me.»
Таким образом, Тако Стуивер не только открыл двери своей студии-мастерской в самом центре Амстердама для съемок клипа Rostany, но и сыграл яркую роль безумного наркодилера в клипе «FMH». Продюсером клипа выступил кинорежиссёр Михаил Пархоменко , который также привлек к съемкам клипа Евгения Шпета, создавшего и анимировавшего 3d-графику. Свой сюжет Михаил Пархоменко переплел с жизненной историей Тако Стуивера. Последний, достигнув известности среди кутюрье, был завсегдатаем показов высокой моды во Франции, разрабатывая и создавая прически моделям для подиума. Вместе со славой и деньгами в его жизнь также пришли наркотики. Особенности работы, быстрый ритм не благоприятствовали избавлению от зависимости. В каком-то очередном отеле в состоянии серьёзной передозировки Тако Стуивер принимает волевое решение оставить Францию и работу в сфере высокой моды, чтобы предотвратить неминуемое самоубийство.
Кроме этой истории Михаил Пархоменко заложил в клип ряд назидательных посланий, один из которых появляется на экране 25-м кадром: «Меняй свою жизнь, мудак». Клип, переплетаясь с шаманским повторяющимся речитативом песни, повествует о саморазрушении и том, что человек сам выбирает свою сторону, темную или светлую, сам является себе либо наказанием, либо избавлением.
Учитывая ограничения YouTube, касающиеся контента, который может прямо или косвенно пропагандировать употребление наркотиков, клип изначально официально был опубликован в социальной сети «VK», где за первые дни он набрал порядка 100 000 просмотров.

## ROSTANY на TV
- Песня года 2013 (Вечера в Мирском замке): премии «Прорыв года», «Перезагрузка».
- Телеканал ОНТ «Эстрадный коктейль» (май, 2013).
- Бульбокс. ТВ «Сценический образ»[17].
- ОНТ «Легенды. Live (Nirvana)»[18].
- Национальная музыкальная премия ОНТ «Лира».
- Финалисты национального отборочного тура Международного конкурса песни «Евровидение-2015»[19].
- Музыкальная пауза в телеклубе «Что? Где? Когда?»[20]

## Участники
- Виктор Руденко — вокалист, гитарист, клавитарист и сонграйтер. Экс-фронтмен группы DALI, поэт и композитор
- Сергей Кучинский — барабанщик, битмейкер
- Альберт Краснов —клавишник, бэк-вокалист

В разное время в проекте также принимали участие:
- клавишники: Антон Рубацкий, Владимир Иванов, Михаил Оргиш
- барабанщики: Сергей Васильков, Александр Горох